# ابن الفرس
ابن الفرس الأندلسي  (524 هـ– 597 هـ/ ديسمبر 1130 –11 مارس 1201) أبو محمد عبد المنعم بن محمد بن عبد الرحيم الخزرجي الغرناطي الأندلسي المالكي، المعروف بابن الفرس / ت 597 هـ.

## اسمه ونسبه و مولدہ
ھو عبد المنعم بن محمد بن عبد الرحيم بن محمد الخزرجی، الغرناطی۔ یُعرف بإبن الفَرَسِ، ویُکنّی أبا محمد، وکنّاہ بعضھم بأبي عبد اللہ۔  

## حياته
نشأ في بيت يهتم بالعلوم الشرعية فقد اشتهر أبوه بطلب العلم وملاقاة الشيوخ كما ذكر ابن الأبار ، وأما جده عبد الرحيم بن محمد الخزرجي فقد كان فقيها ومحدثا وعالما بالقراءات.
رحل ابن الفرس إلى قرطبة (إسبانيا) سنة 519 هـ، فلقي بها ابن عتاب و ابن الوراق و أبو بكر ابن العربي وغيرهم .

## وفاته
توفيّ الشیخ عبد المنعم عند صلاۃ العصر من یوم الأحد الرابع من شھر جمادى الآخر  سنة 597 هـ (11 مارس 1201م) علی أرجع الأقوال۔ ودُفن خارج باب إلبیرۃ، وحضر جنازته بَشَر کثیرٌ ۔ 

## مؤلفاته
- أحكام القرآن : وهو تفسير .
- اختصر كتاب الأحكام السلطانية للإمام الماوردي وكتاب النسب لأبي عبيد القاسم بن سلام.
- كتاب في صناعة الجدل.